# Lespedeza kagoshimensis
Lespedeza kagoshimensis är en ärtväxtart som beskrevs av Sumihiko Hatusima. Lespedeza kagoshimensis ingår i släktet Lespedeza och familjen ärtväxter. Inga underarter finns listade i Catalogue of Life.